# Pygopus lepidopodus
Espèce
Synonymes
- Bipes lepidopodus Lacépède, 1804
- Sheltopusik novaehollandiae Oppel, 1811
- Pygopus squamiceps Gray, 1845
- Pygopus longicaudatus Tepper, 1882

Pygopus lepidopodus est une espèce de geckos de la famille des Pygopodidae.

## Répartition
Ce lézard est endémique de l'Australie et se rencontre sur quasiment tout ce territoire à l'exception du Territoire du Nord et de la Tasmanie.

## Description

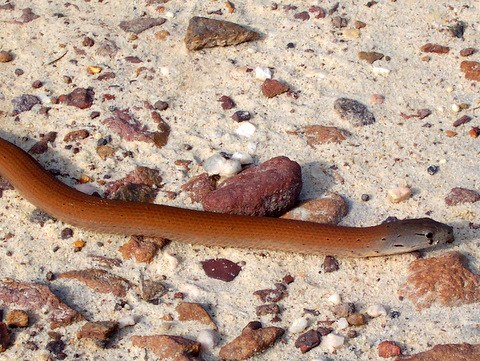
Pygopus lepidopodus

Ce lézard est apode et atteint au maximum 80 cm.

## Publication originale
- Lacépède, 1804 : Mémoire sur plusieurs animaux de la Nouvelle-Hollande dont la description n’a pas encore été publiée. Annales du Muséum National d’Histoire Naturelle, Paris, vol. 4, p. 184-211 (texte intégral).